# Leicester Arena
Leicester Arena, znana ze względów sponsorskich jako Morningside Arena Leicester – wielofunkcyjna hala sportowa zlokalizowana w Leicester w Anglii. Hala została otwarta w 2016 roku i może pomieścić ok. 2400 widzów. Głównymi najemcami areny jest drużyna koszykówki Leicester Riders.

## Imprezy międzynarodowe
W obiekcie odbywały się różne imprezy międzynarodowe:
- Champions League of Darts 2019[2].
- British Open 2021 (turniej snookerowy)[3].
- World Grand Prix 2021 (turniej gry w rzutki)[4].
- Snooker Shoot Out 2022[5].
- Snooker Shoot Out 2023[6].
- Championship League Snooker 2022/23[7].
- WST Classic 2023 (turniej snookerowy)[8].